# Эквивалентность (лингвистика)
Эквивалентность перевода (в некоторых учебниках — «эквиваленция») — максимально близкое соответствие переведённого текста тексту оригинала.

### Концепция Швейцера
Согласно Александру Швейцеру, есть четыре уровня эквиваленции (от самого низкого к самому высокому):
1. Прагматическая эквивалентность (прагматический уровень) — когда в переведенном тексте сохранена цель коммуникации и коммуникативный эффект;
Пример: англ. Break a leg — ни пуха ни пера. В двух случаях мы имеем пожелания удачи, но больше ничего не связывает переведённый текст и текст оригинала. 
2. Референциальная эквивалентность (референциальный уровень) — когда в переведённом тексте сохранена описываемая ситуация, но опущены элементы;
Пример: англ. The bed has not been slept in — постель не была смята. В английской версии говорится о том, что в постели никто не спал, в русской версии — описана причина, но результат один и тот же.
3. Компонентная эквивалентность (компонентный уровень), при которой сохранены элементы описываемой ситуации;
Пример: англ. They are slow learners — они плохие ученики. Здесь «сохранёнными элементами» из оригинала является слово «ученики». 
4. Синтаксическая эквиваленция (синтаксический уровень) — когда в тексте сохранена синтаксическая составляющая.
Пример: In case of fire break glass — в случае пожара разбить стекло. Порядок построения слов такой же, как в тексте оригинала. 
Выбор уровней эквиваленции не является произвольным. Уровни должны наслаиваться друг на друга, начиная от базового (прагматического) до синтаксического. Если у нас существует эквиваленция более высокого уровня, это подразумевает, что в тексте также может присутствовать и эквиваленция низкого уровня.
Минимальная необходимость для того, чтобы подтвердить эквивалентность перевода оригиналу — это присутствие базового (прагматического) уровня.